# 大髙清美
大髙 清美（おおたか きよみ、女性、10月18日 - ）は、日本のオルガニスト。個性的な作曲やジャンルにとらわれないオルガンスタイルで、ミュージシャンへの楽曲提供、テレビ出演、新製品デモソングの作成、スタジオワーク、出版物の執筆、アレンジ、オルガン指導など多方面で活動している。2004年から2008年までキーボードマガジンにて「大高清美流おるがん道」連載執筆。2012年から2024年までは日本を代表するフュージョンバンド、カシオペアのキーボーディストとしても活動。夫はギタリストの矢堀孝一。

## 経歴
埼玉県出身。幼稚園の頃、教室にあったオルガンをずっと弾いていたため、園の保育師に勧められて、6歳より電子オルガンを習い始める。同時にそろばんでも実力を発揮し、通っていたそろばん塾で初めての1級取得者となり、中学3年でそろばん2段取得、4年連続で全日本珠算競技大会に出場し3部門共に3位以内に入賞する。
中学2年の時、ベイ・シティ・ローラーズを知り洋楽に興味を持つようになる。高校1年より都内のヤマハ音楽教室に通い、コンクールにも出場。いきなり関東甲信越大会まで進んだのをきっかけに本格的エレクトーンに取り組む。高校卒業後、財団ヤマハ音楽院エレクトーン科に入学。エレクトーンプレーヤーのセキトオシゲオ、工藤雅子（ドラマー小野裕介の妻）、佐々木昭雄などに師事。卒業後はヤマハ音楽教室の講師になり、後生の指導にあたるが、7年勤めヤマハを退職。27歳でドラムを習うと同時にハモンドオルガンを購入し、独学で勉強する。
- 1998年 コンポジラ、サブコンシャスレーベルより矢堀孝一（ギター）、岡田治郎（ベース）、木村万作（ドラム）と録音した「Third Hand」でデビュー。コンポジラより2枚のアルバムをリリース。
- 2001年 レーベルを移籍し、しおさいZIZOレーベルよりDave Weckl (Drums)、Gary Willis (Bass) とのオルガントリオアルバム「Out of Sight」をリリース。
- 2002年 村石雅行とのアルバム「Paragraph」でオルガンプログレを提示する。
- 2004年 後藤次利プロデュースで「Frames」をリリースしオルガンだけにとどまらないミュージシャンとしての作品を出す[3]。
- 2006年 菅沼孝三（ドラム）とのバンド「assure」を結成し、VMEよりライブDVDをリリース。
- 2007年 アレン・ハインズ（ギター）のジャパン・ツアーをサポート。
- 2008年 ISAO (guitar), Shane Gibson (guitar), Thomas Lang (Drums), Kai Kurosawa (warr guitar) らとインストゥルメンタル・プログレッシブ・メタルプロジェクトであるSpark7のジャパンツアーをこなす。
- 2010年 再びISAO (guitar) のSpark7プロジェクトで、Mike Mangini (Drums)、Philip Bynoe (Bass) とジャパンツアーを行い、ジャズ・フュージョンにとどまらない活動をしている。
- 2012年 活動再開したカシオペア（カシオペア 3rd）に向谷実の後任として加入。
- 2013年より川口千里とのユニット「KIYO＊SEN」の活動開始。
- 2024年12月15日の東京フューリックホール公演をもってカシオペアを脱退[4]。

他、ローランド・コンボオルガンVK-8、VK-88、VK-8m、VR-760、VR-700、VR-09内蔵デモソングを作成、楽器フェアでの演奏やクリニックなども行う。2009年よりOrgan Ladies Live〜華hana〜と題し、女性オルガニストをピックアップしたイベントを企画、公演している。

## リーダーアルバム&DVD
- 「Third Hand / 大高清美」コンポジラ subconsious label (SUB-1010)
- 「AMBITION / 大高清美」コンポジラ subconsious label (SUB-1016)
- 「Out of Sight/ 大高清美」shiosai ZIZO label (SHCZ-0012)
- 「Paragraph / 大高清美」shiosai ZIZO label (SHCZ-0019)
- 「Frames / 大高清美」shiosai ZIZO label (SHCZ-0027)
- 「assure / assure（大高清美&菅沼孝三）」VME (VGVJFZ0002)

## VIDEO、DVD出演・制作
- 「あなたは弾ける!ジャズ&ロックオルガン・大高清美」リットーミュージック
- 「ギターリスト・パーフェクトガイド/パット・メセニー・矢堀孝一」アトス・コーポレーション
- 「THE 手数王-ハイパー・テクニック編・菅沼孝三」リットーミュージック
- 「THE 手数王-パターン＆グルーヴ編・菅沼孝三」リットーミュージック
- 「フットワークの常套句・菅沼孝三」リットーミュージック
- 「Flat Land ・RIKU TAIRA」ジュエルサウンド
- 「つばさ / ライブ」

## 参加アルバム
- 「Shiosai シリーズVol.1」オルガントリオで全曲録音
- 「Bloomfield / 矢堀孝一」--1曲提供、オルガン&キーボードで参加
- 「GUESS WHERE I AM / 矢堀孝一」shiosai ZIZO label (SHCZ-0031) --オルガンで1曲参加
- 「fragile /fragile」コンポジラ subconsious label (SUB-1003)--キーボードで1曲参加
- 「Poison Quells Poison/fragile」VME (VGDBRZ0014) --1曲提供
- 「永井豪ジャズ side-A」meldac（MECA-2012）--オルガンで参加
- 「永井豪ジャズ side-B」meldac（MECA-2013）--オルガンで参加
- 「blue.../PRISM」Beat on Beat (DDCB 8006)--オルガンで1曲参加
- 「雨のよるに / つばさ」 DNA ROCK CAFE（DNA-414102)--オルガンで1曲参加
- 「Tower Of Power Night Live / 二井原実」MN-2011--オルガンで参加
- 「hopeful romantic / David Hughes」swedebass music (ASCAP)
- 「Paraiso / Brazil Breeze」OVERLAP RECORD (OVLC-19)
- 「Petit Bossa -Suite Harmony-」OVERLAP RECORD (OVLC-24)
- 「Petit Bossa -Rainbow Harmony-」OVERLAP RECORD (OVLC-34)
- 「Ta Ma Te Box / CASIOPEA 3rd」HATS UNLIMITED (HUCD-10149/B)

## MEDIA
- 1999年 Jazz Life「大高清美（Third Hand発売）インタビュー」
- 2000年 Jazz Life「大高清美（Ambition発売）インタビュー」
- 2001年 Jazz Life部門別ベストアルバム「Ambition」がKey,Org,Synth部門で3位
- 2002年4月6日 北國新聞「インタビュー掲載」
- 2002年 Jazz Life「大高清美（Paragraph発売）インタビュー」
- 2003年2月号 Jazz Life部門別ベストアルバム「Paragraph」がKey,Org,Synth部門で6位
- 2004年2月号 Jazz Life「大高清美&後藤次利（Frames発売）インタビュー」
- 2004年4月号 キーボードマガジン「Organプレイヤーズファイル/大高清美」
- 2004年11月号 キーボードマガジン「スタイル別オルガン奏法/大高清美（RolandVK8 演奏音源付）」
- 2005年2月号 Jazz Life部門別ベストアルバム「Frames」がKey,Org,Synth部門で3位
- 2005年2月号 キーボードマガジン「Jive The Organ2004ライブレポート」
- 2006年4月号 キーボードマガジン「For Jimmy（Jimmy smith追悼ライブ）ライブレポート」
- 2007年2月号 キーボードマガジン「オルガン・フェア2006レポート」
- 2007年6月号 キーボードマガジン「Clavia Nord C1レビュー/大高清美」
- 2007年6月号 Jazz Life 「assure（DVD発売）インタビュー」
- 2007年8月31日 パワーレック鍵盤堂web「大高清美スペシャルインタビュー Vol.1」
- 2007年10月31日 パワーレック鍵盤堂web「大高清美スペシャルインタビュー Vol.2」
- 2007年11月号 月刊エレクトーン「Jazz&Funkオルガン音色研究&インタビュー/大高清美」
- 2008年7月号 キーボードマガジン「Roland Fantom G7 organ音色試奏&インタビュー/大高清美」
- 2008年3月 ロサンゼルスで24時間日本語ラジオ放送局番組「Sparkle」に出演
- 2009年9月号 Jazz Life「最強のジャズ・オルガンを選ぶ/大高清美」
- 2010年7月号 Jazz Life「moog タウラス（足鍵盤）試奏」
- 2010年Autumn号 キーボードマガジン「Organ特集寄稿、CD音源録音」